# Saint-Irénée (Lyon)
Saint Irénée ist ein Stadtviertel in Lyon im 5. Arrondissement. Es liegt in der Nähe von Saint-Just und der Gemeinde Sainte-Foy-lès-Lyon auf dem Hügel des Fourvière.
Sein Mittelpunkt ist der Platz Sainte-Irenée in der Nähe der gleichnamigen Kirche (Église Saint-Irénée de Lyon).

## Sehenswürdigkeiten

### Römische Epoche
In dem Viertel existieren Teile von Aquädukten. An verschiedenen Stellen stehen Reste von Pfeilern der Wasserleitung von Gier, von Thermen, die durch das Aquädukt vom Yzeron versorgt wurden, und es gibt Reste eines Reservoirs, das an das Aquädukt von Brévenne angeschlossen war.
Hier befindet sich auch das Grabmal des Turpio, das man zusammen mit 10 anderen Grabmälern 1885 am Stadtausgang von Lyon entdeckte.

### Mittelalter und Neuzeit
- La Maison Diocésaine, ein Gebäude aus dem 18. Jahrhundert[4]
- L'Église Saint-Irénée, deren Krypta aus dem 9. Jahrhundert stammt[5]

### 19. Jahrhundert
Die Festung Saint-Irénée (gebaut zwischen 1832 und 1843) ist die größte Studentenstadt von Lyon (etwa 1500 Studenten) mit einer Mensa, der ENSTATT und einem Büro des Onisep.

## Verkehrsanbindung
Das Stadtviertel wird von folgenden Buslinien angefahren:
- Saint-Irénée: Bus  C (21, 20E), Bus 46, 49
- Saint-Irénée - Croix Blanche: Bus C (20, 20E), Bus 46, 49
- Les Pommières, La Favorite: Bus C (20, 21)
- Trion Saint-Alexendre: Bus C (20, 21), Bus 55

In der Nähe gibt es noch die Standseilbahn (französisch: Funiculaire) F 1, die Station Saint-Just und vor dem Bürgermeisteramt des 5. Arr. hält die Buslinie 46.